# Mirjana Ule
Mirjana Ule (r. Nastran), slovenska socialna psihologinja, * 17. julij 1947, Ormož, Slovenija.
Po izobrazbi je psihologinja oz. socialna psihologinja, s tega področja je diplomirala, doktorirala in se tudi habilitirala na Filozofski fakulteti v Ljubljani.
Bila je predstojnica Centra za socialno psihologijo na Fakulteti za družbene vede v Ljubljani.  Raziskovalno se ukvarja s kritično socialno psihologijo, ženskimi študijami s fenomeni vsakdanjega življenja – družbenimi identitetami in odnosi, psihologijo življenjskega poteka ter mladinskimi študijami. Od 2010 do 2013 je bila predsednica Komisije za ženske v znanosti in redna govornica na vsakoletnih posvetih te komisije. Štiriletni mandat je zaključila z izdajo v soavtorstvu monografije Ženske v znanosti, ženske za znanost: znanstvene perspektive žensk v Sloveniji in dejavniki sprememb (COBISS). Po upokojitvi jo je Univerza v Ljubljani leta 2018 imenovala za zaslužno profesorico, 2021 pa je bila izvoljena tudi za izredno članico SAZU.
S sodelavkami in sodelavci Centra za socialno psihologijo je v zadnjih dvajestih letih objavila številne študije s področja mladine, družine in odraščanja v Sloveniji. Leta 2008 je izdala monografijo Za vedno mladi? Socialna psihologija odraščanja (COBISS), v kateri opisuje, kako se mladi v Sloveniji odzivajo na družbene spremembe in kakšne težave imajo z vključevanjem v družbo, v kateri odraščajo. Maja 2012 je napisala spremno besedo k prevodu Kulture narcisizma Christopherja Lascha, ki jo je končala z naslednjimi besedami: 
»Postmoderni razsrediščeni, brezdomni subjekt ima mogoče šele zdaj priložnost, da se dvigne izza barikad cinizma, ironije, distance in stalnega samoizpraševanja ter se postavi na branike človečnosti proti vsem oblikam družbenih neenakosti, marginalizaciji, revščine in drugih socialnih tegob za obrambo globalne družbene solidarnosti in socialne pravičnosti. Tako lahko stori nekaj za druge in – če že hočete – s tem tudi zase.«